# Anisomelia oriolata
Anisomelia oriolata är en fjärilsart som beskrevs av Felder 1875. Anisomelia oriolata ingår i släktet Anisomelia och familjen mätare. Inga underarter finns listade i Catalogue of Life.